# 埃尔克哈特 (印第安纳州)
埃尔克哈特（英語：Elkhart）位于美国印第安纳州北部，是埃爾克哈特縣的城市。儘管該城市之名稱與縣名相同，亦是該縣人口最多的城市，惟並非此縣之縣治，位於此地東南方約10英里之戈申則是該縣之縣治所在地。
根据2010年美国人口普查，共有50,949人，其中白人占66.1%、非裔美国人占15.4%、亚裔美国人占0.9%。

## 友好城市
- 英国特倫特河畔伯頓
- 保加利亚克尔贾利